# BMW F74
BMW F74 (eller BMW 2 serie Gran Coupé) är en personbil som den tyska biltillverkaren BMW presenterade i oktober 2024.

## Motor
| Modell | Årsmodell | Motor                    | Cylindervolym | Effekt | Bränslesystem            |
| ------ | --------- | ------------------------ | ------------- | ------ | ------------------------ |
| 218d   | 2025-     | B47: 4-cyl radmotor DOHC | 1995 cm³      | 150 hk | Common rail turbodiesel  |
| 220d   | 2025-     | B47: 4-cyl radmotor DOHC | 1995 cm³      | 163 hk | Common rail turbodiesel  |
| 220    | 2025-     | B38: 3-cyl radmotor DOHC | 1499 cm³      | 170 hk | Direktinsprutning, turbo |
| 228    | 2025-     | B48: 4-cyl radmotor DOHC | 1998 cm³      | 245 hk | Direktinsprutning, turbo |
| M235   | 2025-     | B48: 4-cyl radmotor DOHC | 1998 cm³      | 300 hk | Direktinsprutning, turbo |